# حرمان اجتماعي
الحرمان الاجتماعي هو انخفاض مستوى التفاعل الثقافي الطبيعي بين الفرد وباقي المجتمع أو توقفه تمامًا. ويدخل هذا الحرمان الاجتماعي في إطار شبكة كبيرة من العوامل المترابطة التي تسهم في وقوع الاستبعاد الاجتماعي؛ وتتضمن هذه العوامل المرض النفسي والفقر والتعليم السيئ والوضع الاجتماعي والاقتصادي المنخفض.

## نظرة عامة
إن مصطلح «الحرمان الاجتماعي» مبهم إلى حد ما ويفتقر إلى التعريف المحدد. ويقال إن هناك العديد من العناصر المهمة التي يتم اكتشافها باستمرار من خلال الأبحاث التي تجرى على هذا الموضوع. ومع وجود الحرمان الاجتماعي، قد تكون فرص تواصل الفرد مع العالم الاجتماعي محدودة بسبب بعض العوامل، مثل الوضع الاجتماعي والاقتصادي المنخفض أو التعليم السيئ. وقد يشعر الشخص الذي يعاني من الحرمان الاجتماعي بـ«الحرمان من القدرات الأساسية نتيجة الافتقار إلى الحرية، وليس مجرد انخفاض الدخل.» وربما يتضمن هذا الافتقار إلى الحرية انخفاض الفرص المتاحة أو الصوت السياسي أو الكرامة.
يبدو أن جزءًا من الغموض الذي يكتنف تعريف الحرمان الاجتماعي ينشأ عن تشابهه الظاهري بـالاستبعاد الاجتماعي. ويمكن ربط الحرمان الاجتماعي بالاستبعاد الاجتماعي أو المشاركة في حدوثه، وذلك عندما يكون أحد الأشخاص في مجتمع معين منبوذًا من باقي أفراد المجتمع. ويحرم الشخص المستبعد من حق الوصول إلى الموارد التي تتيح له التفاعل الصحي والاجتماعي والاقتصادي والسياسي. وحدد بيرسون خمسة عوامل أساسية تؤدي إلى بدء الاستبعاد الاجتماعي، وهي – الفقر وعدم الحصول على وظائف ورفض الدعم الاجتماعي أو شبكات الأقران والاستبعاد من الخدمات والموقف السلبي من الجوار المحلي. ويرتبط أيضًا بـالرعاية المؤذية وتأخر النمو والمرض النفسي والانتحار لاحقًا.
وبالرغم من تعرض الفرد للحرمان أو الاستبعاد الاجتماعي، فهذا ليس معناه بالضرورة إصابته بمرض نفسي والافتقار إلى إدامة دورة الحرمان. وقد تتمتع مثل هذه المجموعات والأفراد بنمو طبيعي كامل وتحتفظ بشعور قوي بالمجتمع.

## النمو المبكر
تستند الأبحاث التي تجرى عن الحرمان الاجتماعي في الأساس إلى المقاييس المتعلقة بالملاحظة والتقرير الذاتي. وقدم ذلك تفسيرًا لكيفية الربط بين الحرمان الاجتماعي وتطور دورة الحياة والمرض النفسي.

### الفترات الحرجة
تشير الفترة الحرجة إلى النافذة الزمنية التي يحتاج خلالها الإنسان إلى تجربة مثير بيئي معين حتى يحدث النمو المناسب. وفي حالات الحرمان الاجتماعي، وخصوصًا لدى الأطفال، تكون التجارب الاجتماعية أقل تنوعًا وقد يتأخر النمو أو يتعرقل.

#### الأطفال المتوحشون
في حالات الحرمان أو الاستبعاد الاجتماعي القصوى، ربما لا يتعرض الأطفال لخبرات اجتماعية طبيعية. وتقدم اللغة مثالاً جيدًا على أهمية الفترات الزمنية بالنسبة للنمو. وإذا كان التعرض اللغوي للطفل محدودًا قبل بلوغ سن معينة، فيصبح من الصعب أو المستحيل اكتساب اللغة. وتمر السلوكيات الاجتماعية وأنواع معينة من النمو الجسدي بفترات حرجة، حيث تقاوم غالبًا التأهيل أو التعرض المتأخر لمثيرات مناسبة.
يقدم الأطفال المتوحشون مثالاً على تأثيرات الحرمان الاجتماعي الحاد خلال فترات النمو الحرجة. وقد سجل التاريخ العديد من الحالات لأطفال جاءوا من البرية في مرحلة الطفولة المتأخرة أو البلوغ المبكر والذين على ما يبدو تعرضوا للنبذ في سن مبكرة. ولا يمتلك هؤلاء الأطفال مهارات لغوية، كما أن فهمهم الاجتماعي محدود ولا يمكن إعادة تأهيلهم. جيني، إحدى ضحايا الحرمان الاجتماعي في العصر الحديث، لم تحظ سوى بتواصل محدود للغاية مع البشر من سن 20 شهرًا حتى بلغت 13.5 عامًا. وقد كانت جيني في الوقت الذي اكتشفها فيه الأخصائيون الاجتماعيون غير قادرة على الكلام أو مضغ الأطعمة الصلبة أو الوقوف أو المشي كما ينبغي أو التحكم في وظائف الجسم والسلوكيات الاندفاعية. وبالرغم من نجاح جيني في تعلم كلمات مفردة، فلم تتمكن مطلقًا من تحدث اللغة الإنجليزية بالقواعد. ويعاني هؤلاء الأطفال من غياب الظروف الاجتماعية والبيئية المهمة في مرحلة الطفولة، وهكذا، لم يتمكنوا من النمو ليصبحوا أشخاصًا بالغين طبيعيين وفعالين.

### تطور المخ
يمكن أن يتسبب الحرمان الاجتماعي أثناء النمو في مرحلة الطفولة المبكرة في نقائص عصبية إدراكية بالمخ. ويظهر من خلال التصوير المقطعي بالإصدار البوزيتروني (PET) تقلصات بالغة في حجم بعض المناطق بالمخ، مثل قشرة المقدم الجبهي والفص الصدغي واللوزة والحصين والتلفيف الجبهي الحجاجي لدى الأطفال الذين يعانون من الحرمان الاجتماعي. وترتبط هذه المناطق بالمعالجة المعرفية العليا، مثل الذاكرة والحركة والتفكير والعقلانية. وتتعرض المادة البيضاء للحزمة الشصية للمزيد من الضرر. ويعد هذا التركيب مسؤولاً عن إيجاد سبيل رئيسي للتواصل بين المناطق المعرفية العليا والأداء الانفعالي، مثل اللوزة والفص الأمامي. ويؤدي وجود تلف في هذه التركيبات المحددة وروابطها إلى انخفاض النشاط القشري، ومن ثم تثبيط القدرة على التفاعل والتواصل كما ينبغي مع الآخرين.
تشير الأبحاث أيضًا إلى معاناة الأطفال المحرومين اجتماعيًا من عدم توازن في الهرمونات المرتبطة بالسلوك الاجتماعي الانتمائي والإيجابي، وخصوصًا هرمون الأوكسيتوسين والفازوبرسين. وأظهر الأطفال الذين حظوا برعاية مؤسسية انخفاضًا ملحوظًا في مستويات هرمونات الفازوبرسين والأوكسيتوسين في أثناء التفاعل مع مقدمي الرعاية لهم بالمقارنة مع مجموعة الشواهد. ويؤدي الفشل في الحصول على التفاعل الاجتماعي المناسب في سن صغيرة إلى حدوث خلل في نمو الجهاز العصبي الصماوي الطبيعي الذي يتواسط السلوك الاجتماعي.

## المرض النفسي
يؤدي غياب الشبكات الاجتماعية إلى تعرض الناس للإصابة بالأمراض النفسية. ويمكن عزو المرض النفسي إلى عدم الاستقرار داخل الفرد. ويوفر المجتمع إحساس الاستقرار، في حين يفشل الأشخاص المحرومون اجتماعيًا في التكيف مع هذا الهيكل الاجتماعي. حتى أنه تزيد على الفرد صعوبة التكيف مع المجتمع متى صنّف على أنه مريض نفسي؛ حيث إنه يحمل الآن وصمة اجتماعية ويتخذ المجتمع ضده موقفًا اجتماعيًا سلبيًا.
من الصعب تحليل الحرمان الاجتماعي، نظرًا لأن بعض المشكلات التي يمكن اعتبارها من نتائج الاستبعاد الاجتماعي ربما تندرج أيضًا تحت أسباب الوصمة الاجتماعية. قد تتضمن نتائج الحرمان الاجتماعي لدى البالغين الأبوة المبكرة أو تشرد البالغين أو عدم وجود مؤهلات أو الإقامة في سكن اجتماعي - ومع ذلك، ربما تتسبب هذه العوامل كلها في معاملة المجتمع للفرد باحتقار أو تعصب؛ مما يزيد إحساسه بالاستبعاد. وقد تصبح هذه التأثيرات المتبادلة دائرة منبوذة يقع فيها الشخص الذي يحتاج إلى مساعدة اجتماعية أو مادية للبقاء، وخصوصًا في المجتمع الذي يستبعد من يعتبرهم غير طبيعيين.
تتسبب هذه الدائرة الواضحة من الاغتراب في شعور الفرد بالعجز؛ حيث يكون الحل المتوقع الوحيد هو الانتحار. ويوجد رابط محدد بين المرض النفسي الحاد والانتحار اللاحق. وأحد العوامل التي تنبئ بالانتحار هو غياب الاندماج الاجتماعي. وفي أواخر القرن التاسع عشر، أوضح دوركايم أن المجتمعات المتكاملة للغاية ذات الروابط الاجتماعية القوية ودرجة عالية من التماسك الاجتماعي تتمتع بمعدلات انتحار منخفضة. ويتكون الاندماج الاجتماعي من العديد من المصادر، مثل الانتماءات الدينية والاجتماعية والسياسية. وتستطيع العلاقات القائمة داخل المجتمع وبين الأفراد الآخرين خلق نوعية حياة أفضل تقلل فرص الإصابة بأمراض نفسية وارتكاب الانتحار.

## العوامل الاجتماعية والاقتصادية
يعزز غياب التوزيع العادل للموارد زيادة الفجوة الاقتصادية. ويخلق تركيز القوة في يد الطبقات العليا تفاوتًا وضياع الامتيازات داخل الطبقات الدنيا. وفي المقابل، تصبح الطبقات الاجتماعية والاقتصادية الدنيا محرومة اجتماعيًا بناءً على غياب القدرة على الحصول على الحريات. ويرتبط غياب القوة بغياب الفرص والصوت السياسي؛ وهو ما يقيد المشاركة في المجتمع. وتقلل عدم المشاركة في سوق العمل وغياب الوصول إلى الخدمات الأساسية احتواء العلاقات الاجتماعية. وتتكون العلاقات الاجتماعية من أحداث، مثل الأنشطة الاجتماعية والدعم في أوقات الحاجة والقدرة على «الخروج والتعرف على أشخاص جدد.» وبالنسبة لهؤلاء الأطفال، فإن التعرض المبدئي لمثل هذه الأحداث يدخل في إطار نظام التعليم.
بالرغم من وجود العديد من العوامل المشتركة في الحرمان الاجتماعي، فقد أشارت الأبحاث إلى أن تدخل النظام المدرسي يمكن أن يتيح للأطفال المعرضين للخطر فرصة تحسين وضعهم. وتلعب الخبرة التربوية الإيجابية دورًا مهمًا في السماح لمثل هؤلاء الأطفال بتحقيق تقدم في المجتمع. وقد تم تنفيذ مشروع بيري لمؤسسة هاي سكوب لمرحلة ما قبل المدرسة لبحث نتائج تقديم برامج في مرحلة ما قبل المدرسة للأطفال المحرومين اجتماعيًا واقتصاديًا. وتم تحديد فئة من الأطفال المعرضين للخطر وتقسيمهم بشكل عشوائي إلى مجموعتين: برنامج أو بدون برنامج. وكان الهدف الأساسي تحسين نوعية حياة الأطفال الذين تم اختيارهم عن طريق نظام التعليم، ولاحقًا كأشخاص بالغين. ومقارنةً بالطلاب الذين لم يتم إدراجهم في البرنامج، فقد نجح الطلاب الذين اشتركوا في البرنامج في إكمال مدة أطول في تعليم المرحلة الثانوية وحققوا نتائج أعلى في اختبارات الإنجاز الدراسي والأداء الفكري، كما كانت معدلات الضبط الجنائي مدى الحياة أقل وسجلوا دخلاً شهريًا أعلى بكثير كأشخاص بالغين. وتشير هذه النتائج إلى أن الأطفال الذين يعانون من حرمان اجتماعي غير تربوي ربما يستفيدون من خبرة تربوية إيجابية حساسة.